# 安松長腳螢金花蟲
安松長腳螢金花蟲（学名：Monolepta yasumatsui）为金花蟲科長腳螢金花蟲屬下的一个种。